# Mixer Films
Mixer Films é uma produtora de filmes brasileira Fundada por João Daniel Tikhomiroff em 2003, com sede em São Paulo.

## Histórico
A Mixer Films foi fundada por João Daniel Tikhomiroff em 2003. Em 2011, mais de 60% da produção da Mixer era de projetos próprios. Em 2016, a Mixer ganhou uma nova identidade visual. Em julho de 2019, a Mixer imcorporou a produtora Hawk. Em agosto, a sede da Mixer mudou da Vila Madalena para a Vila Olímpia. Em 15 de outubro, a Mixer e a Fremantle firmaram uma parceria exclusiva para o Brasil.
A Mixer foi uma das produtoras que prestaram conselho consultivo para a criação do novo Código de Conduta da Associação Brasileira da Produção de Obras Audiovisuais, lançado em abril de 2016. Em setembro de 2017, a Mixer fechou parceria com a ESL Brasil para transmitir e-sports, a começar pelo campeonato Clash Royale Crown Championship. Em outubro, a Mixer fez parte da delegação que participou do Mipcom.

## Pessoas
A produtora executiva Gabriela Souza trabalhou na Mixer Films até julho de 2023, quando passou a trabalhar para a Rec Studio Content. Eliane Ferreira atuou a Mixer por 14 anos, quando saiu para virar diretora sênior de conteúdo e negócios da Teleimage. Em maio de 2017, Ricardo Carvalho tornou-se o novo diretor de cena da Mixer. Em março de 2020, Adriana Marques tornou-se a nova diretora de produção de conteúdo da Mixer. A diretora de marketing Luiza Campos, as diretoras executivas Tathiana Pires, Mariana Astolfi e Krishna Mahon atuaram na Mixer Films.
Em julho de 2019, a Mixer incorporou a produtora Hawk, trazendo nomes como Breno Castro, Silvia "Tuta" Calza, Martin Hodara e Pedro Pinto no setor publicitário, os diretores Pablo Fusco, Rapha Coutinho e Pablo Bardhele, o roteirista Hudson Vianna, o diretor e roteirista Chris Tex e os fotógrafos e diretores Yuri+Ana.
A dupla de diretores 300 ml já passaram pela Mixer. Em maio de 2021, a Mixer Films passou a representar Ivi Roberg. Em fevereiro de 2024, a Mixer Films anunciou que passaria a representar os diretores Camila Simon, Rodrigo Moreira, Luan Cardoso e Pedro Pinto. A produtora passou a contar com 11 diretores.

## Produções

### Filmes
Em 2011, foi lançado Corações Sujos, coprodução da Mixer com a RioFilme.
Em fevereiro de 2016, iniciou junto com a Globo a produção do filme Os Saltimbancos Trapalhões: Rumo a Hollywood.
Em janeiro de 2018, a Discovery estreou o documentário Mundo Inovação – Engenharia Verde, de produção da Mixer.
Em setembro de 2021, a Mixer Fils lançou Garota da Moto. Em dezembro de 2022, em parceria com a Telecine, a produtora lançou a comédia Pronto, Falei.
Em outubro de 2024, a Mixer Uma Aventura Perfekta.

### Séries
Em novembro de 2012, a Mixer e a Discovery+ iniciaram a produção do documentário Festivais Religiosos.
Em agosto de 2016, a Mixer lançou em parceria com a Discovery a série Anjos da Estrada. Em outubro, estreou o Desafio Celebridades.
Em março de 2017, foi estreada a série Viver para Lutar, em coprodução da Mixer Films com a UFC e Combate. Em abril, foi lançado A História Bêbada – Drunk History, de parceria entre o Comedy Central e o SBT com produxão da Mixer. Em setembro, a Mixer e a FoxLife iniciaram a produção da série Pedidos Incríveis. Em outubro, em outra parceria com a UFC e Combate, estreou Do BJJ ao MMA.
Em fevereiro de 2018, foi lançada a série Rio Heroes no Fox Premium, de criação da Mixer. No mesmo mês, foi lançado O Negócio na HBO, com criação e produção da Mixer. Em agosto, a Mixer e a Globo iniciaram a produção de uma série de super-heróis livremente baseada no filme Besouro (2009).
Em junho de 2019, estreu O Escolhido, de produção da Mixer, no Netflix. Em agosto, estreou a série A Evolução do Combate, de produção da Mixer, no canal Combate. No mesmo mês, a Mixer iniciou a produção do remake de Julie e os Fantasmas, junto com a TV Band e a Nickelodeon.
Em maio de 2020, foi lançado Garagem Hot Rod, da Mixer, no Discovery Turbo. Em dezembro, foi lançado o documentário Existir e Resistir: O Desafio da Depressão, coprodução da Mixer com a Discovery.
Em maio de 2021, a foi lançada a série infantil Escola de Gênios, em parceria da Mixer Films e a Gloob. A sexta e última temporada foi lançada em agosto de 2022. Em setembro de 2021, foi lançado a série Olhar Indiscreto, onde a Mixer atuou como produtora.
Em fevereiro de 2022, em parceria com a Netflix, lançou o documentário 3 Tonelada$: Assalto ao Banco Central. No mesmo mês, a Mixer apoiou a produção do reality show Brincando com Fogo Brasil, da Fremantle.  Em maio, a série da Mixer 30 Segundos estreou no HBO Max. Em julho, estreou a série true crime Dossiê Chapecó: O Jogo Por Trás da Tragédia no Discovery+. Em setembro, em parceria com o Discovery e o Discovery+, a Mixer Films iniciou a produção da série Operação Fronteira Brasil. Em junho de 2023, a segunda temporada foi lançada. Em maio de 2024, a série passou a ser exibida na TV aberta, na Hora Max da Band.
Em setembro de 2023, em parceria com a Netflix, a Mixer Films lançou o reality show Ilhados com a Sogra. Em outubro, estreou o Topa Um Acordo, reality show produzido pela Mixer que nasceu como branded content da rede de farmácias Pague Menos, em parceria com SBT.
Em março de 2024, a Mixer Films, em parceria com a Warner Bros. Discovery, iniciou a produção da série documental Central de Transplantes.

### Animações
Em dezembro de 2017, estreou Vivi Viravento, uma coprodução entre a Mixer, TV Cultura e Discovery Kids.

### Outros projetos
Em 2021, produziu a campanha publicitária antipirataria da Associação Brasileira de Televisão por Assinatura, que saiu em maio.

## Prêmios e festivais

### Mostra Internacional de Cinema de São Paulo
- Coração de Selva (2018)[58]

### Festival de Cannes
- Confia em Mim (2013)[59]